# Columbarium electra
Columbarium electra är en snäckart. Columbarium electra ingår i släktet Columbarium och familjen Columbariidae. Inga underarter finns listade i Catalogue of Life.